# Brašćine-Pulac
Brašćine - Pulac mjesni je odbor grada Rijeke.
Mjesni odbor Braščine - Pulac smjestio se na izuzetno atraktivnoj lokaciji na sjeverozapadnom dijelu Rijeke. 
Područje mjesnog odbora pokriva naselja:
- Lukovići,
- Brašćine,
- Sveta Katarina i
- Pulac.

Brežuljci na kojima  se smjestio mjesni odbor oduvijek su bili strateška mjesta za vladare grada na Rječini. Nastanjivali su ih još i Iliri koji su ovdje izgradili gradinu i svoja naselja, od davnine ovo je područje je bilo od izuzetnoga značaja za cijeli kraj.

## Zemljopis
Mjesni odbora Brašćine - Pulac graniči s MO Drenova, Škurinjska Draga, Kozala, Školjić, Centar-Sušak, Orehovica i Pašac.

## Povijest
Mjesni odbor Brašćine - Pulac osnovan je zborovima građana održanim od 12. do 21. studenog 1993. godine u prostorijama bivše mjesne zajednice, Kozala br. 26. Mjesni odbor zastupa Vijeće, koje se sastoji od predsjednika i pet članova. 
Mjesni odbor ponosi se šumom, zelenilom, ostacima Liburnijskog limesa, talijanskim utvrdama Angheben I i II, utvrdom Monte Lesco, jedinim grobljem za kućne ljubimce u Hrvatskoj, Kapelom Svete Katarine iz 1540., osnovnom školom izgrađenom još 1910., pučkom šternom iz 1874., te ostacima kamenog križa iz 1900. i još mnogim drugim znamenitostima. 

## Budućnost
Ovo je područje bilo desetljećima zanemarivano zbog postojanja vojarni, a prijedlogom detaljnog plana uređenja (DPU) koji se odnosi na dio mjesnog odbora i obuhvaća površinu od 136 ha  nastoji se srediti prostor namijenjen prvenstveno stanovanju. U tom smislu, planovi grada Rijeke o objektima kao što su centar zdravstvene zaštite, škola i predškolska ustanova, planirana katolička crkva na području Pulca, trgovačko područje Lukovići, kao i utvrđeni načini i uvjeti gradnje naišli su na odobravanje stanovništva MO.
Istovremeno, DPU-om predložena su neka rješenja kao što su lokacija novog zatvora, centra za djecu i mladež društveno neprihvatljivog ponašanja i centra za liječenje ovisnosti na Pulcu a protiv kojih su se na javnoj raspravi građani jednoglasno usprotivili.
Novi zatvor i slični novi objekti niti s urbanog niti sa simboličkog aspekta ovdje jednostavno više ne pripadaju. Vjerujeći da će uz već iskazanu iznimnu inicijativu građana i vijeća mjesnog odbora u zaštiti zelenih površina i kulturno - povijesnih vrijednosti na ovom području, dodatno potaknuti gradske vlasti da MO Brašćine - Pulac gledatju drugim očima.
Nakon desetljeća svojevrsne zatvorenosti zbog vojnog garnizona, područje Brašćina, Pulca i Lukovića treblo bi se ponovno vratiti Rijeci, svim Riječanima i nihovim gostima ali prvenstveno na način koji gradu najviše nedostaje  - kao zelenu oaza mira.
Područje MO Brašćine - Pulac je danas ugodno mjesto za život i odmor, pitome prirode, s mnogobrojnim vidikovcima.